# Centrální registr úvěrů ČNB
Centrální registr úvěrů ČNB je systém, který soustřeďuje informace o jednotlivých klientech a jejich pohledávkách od všech bank a poboček zahraničních bank působících v České republice a z těchto informací vytváří databázi. V registru jsou údaje o úvěrových závazcích právnických osob a fyzických osob podnikatelů.
Přístup k informacím mají banky a pobočky zahraničních bank, působící na území České republiky a další osoby, stanoví-li tak zvláštní zákon.
V souladu se zákonem o bankách má klient právo seznámit se s informacemi, které jsou o něm vedeny v databázi CRÚ.

## Úvěry fyzických osob
Úvěrové závazky fyzických osob občanů i fyzických osob podnikatelů jsou evidovány v bankovním a nebankovním registru klientských informací a také v soukromých "registrech". Na základě zákona o bankách je zřízen Bankovní registr klientských informací (zkratka CBCB nebo BRKI), Úřadem na ochranu osobních údajů jsou evidovány registry dlužníků CNCB a Solus. Faktickým provozovatelem registrů pro CBCB a CNCB je společnost CRIF - Czech Credit Bureau, a.s. a její italský vlastník, CRIF S.p.A. Tyto společnosti fungují jako zpracovatelé pro správce osobních údajů, kterými jsou CBCB (vlastněná bankami) a CNCB (sdružení nebankovních společností). 